# پیتر کاتانیو
پیتر جوزف کاتانیو (انگلیسی: Peter Joseph Cattaneo؛ زادهٔ ۱ ژوئیه ۱۹۶۴) یک فیلم‌نامه‌نویس، کارگردان، و تدوین‌گر اهل انگلستان است. فیلم او فول مانتی (۱۹۹۷) برنده جایزه بفتا شده است.
از دیگر آثار کارگردانی او می‌توان به فیلم‌های؛ لاکی بریک (۲۰۰۱)، رؤیای عقیق (۲۰۰۶)، راکر (۲۰۰۸)، همسران نظامی و درس‌های پنگوئن (۲۰۲۴) اشاره کرد.